# 大谷和正
大谷和正（おおたに かずまさ）は日本の美術監督である。

## TV作品
- スーパー戦隊シリーズ
  - 2003年-2004年『爆竜戦隊アバレンジャー』
  - 2004年-2005年『特捜戦隊デカレンジャー』
  - 2005年-2006年『魔法戦隊マジレンジャー』
  - 2006年-2007年『轟轟戦隊ボウケンジャー』
  - 2007年-2008年『獣拳戦隊ゲキレンジャー』
  - 2008年-2009年『炎神戦隊ゴーオンジャー』
  - 2009年-2010年『侍戦隊シンケンジャー』
  - 2010年-2011年『天装戦隊ゴセイジャー』
  - 2011年-2012年『海賊戦隊ゴーカイジャー』
  - 2012年-2013年『特命戦隊ゴーバスターズ』
  - 2013年-2014年『獣電戦隊キョウリュウジャー』
  - 2014年-2015年『烈車戦隊トッキュウジャー』
  - 2015年-2016年『手裏剣戦隊ニンニンジャー』
  - 2016年-2017年『動物戦隊ジュウオウジャー』
  - 2017年-2018年『宇宙戦隊キュウレンジャー』

- その他
  - 1973年 『ファイヤーマン 』（特殊美術）
  - 2003年 『はみだし刑事情熱系PART7』（美術）

## 映画
- 1972年 『混血児リカ』*監督：中平康
- 1973年 『十六歳の戦争』 *監督：松本俊夫
- 1974年 『わが道』 *監督：新藤兼人
- 1977年 『竹山ひとり旅』 *監督：新藤兼人
- 1979年 『絞殺』 *監督：新藤兼人
- 1979年 『看護婦のオヤジがんばる』 *監督：神山征二郎
- 1980年『ヒポクラテスたち』 *監督：大森一樹
- 1980年『ミスター・ミセス・ミス・ロンリー』*監督：神代辰巳
- 1984年『地平線』 *監督：新藤兼人
- 1991年『東京交差点』 *監督：松井稔、須藤公三、山本伊知郎
- 1998年『大安に仏滅!?』 *監督：和泉聖治

| スタブアイコン | サブスタブ | この項目は、まだ閲覧者の調べものの参照としては役立たない、人物に関連した書きかけの項目です。この項目を加筆・訂正などしてくださる協力者を求めています（P:人物伝/PJ:人物伝）。 |